# US Sassuolo Calcio
Az Unione Sportiva Sassuolo Calcio, rövidítve US Sassuolo Calcio egy olasz labdarúgócsapat, a 2013–14-es bajnokságtól az első osztályban szerepel.

## Története
A csapat hosszú időt töltött el alacsonyabb osztályokban, majd először 2006-ban jutottak fel a másodosztályba. Első szezonjukban nem sikerült kiharcolni a bentmaradást, kiestek. A 2007–08-as szezonban a harmadosztályban rájátszást érő helyen végeztek, így következhetett még 2 mérkőzés, ami eldöntötte, melyik osztályban indulhat a csapat. Ebben a szezonban egyébként történt egy edzőváltás is, Gian Marco Remondina helyett Massimiliano Allegri került a csapat élére. Végül megnyerték a harmadosztályt, így a következő idényben a Serie B-ben indulhattak. A csapat több évnyi másodosztályi szereplést követően 2013-ban megnyerte a bajnokságot, így története során először feljutott az elsőosztályba. A 2015-16-os idény végén kiharcolta a nemzetközi kupaszereplés jogát.

## Keret
2019. január 31-i állapot szerint.
| #  |     | Poszt | Név                  |
| -- | --- | ----- | -------------------- |
| 2  | BRA | V     | Marlon Santos        |
| 3  | TUR | V     | Merih Demiral        |
| 4  | ITA | KP    | Francesco Magnanelli |
| 5  | URU | V     | Mauricio Lemos       |
| 6  | BRA | V     | Rogério              |
| 9  | SRB | KP    | Filip Đuričić        |
| 10 | ITA | CS    | Alessandro Matri     |
| 11 | ITA | CS    | Gianluca Scamacca    |
| 12 | ITA | KP    | Stefano Sensi        |
| 13 | ITA | V     | Federico Peluso      |
| 17 | ITA | V     | Leonardo Sernicola   |
| 18 | ITA | CS    | Giacomo Raspadori    |
| 19 | DEN | CS    | Jens Odgaard         |
| 20 | CIV | KP    | Jérémie Boga         |

| #  |     | Poszt | Név                   |
| -- | --- | ----- | --------------------- |
| 21 | ESP | V     | Pol Lirola            |
| 23 | ITA | V     | Giangiacomo Magnani   |
| 25 | ITA | CS    | Domenico Berardi      |
| 28 | ITA | K     | Giacomo Satalino      |
| 30 | SEN | CS    | Khouma Babacar        |
| 31 | ITA | V     | Gian Marco Ferrari    |
| 32 | GHA | KP    | Alfred Duncan         |
| 34 | ITA | CS    | Federico Di Francesco |
| 47 | ITA | K     | Andrea Consigli       |
| 68 | MAR | KP    | Mehdi Bourabia        |
| 73 | ITA | KP    | Manuel Locatelli      |
| 79 | ITA | K     | Gianluca Pegolo       |
| 98 | ITA | V     | Claud Adjapong        |
| 99 | ITA | CS    | Enrico Brignola       |

## Külső hivatkozások
- A klub hivatalos honlapja